# Tokudaia muenninki
Tokudaia muenninki és una espècie de mamífer rosegador de la família dels múrids. És endèmic del nord de l'illa d'Okinawa (Japó), on viu a altituds superiors a 300 msnm. El seu hàbitat natural són els boscos amb un dens sotabosc. Està amenaçat per la desforestació i la introducció d'espècies invasores al seu medi. L'espècie fou anomenada en honor del col·leccionista estatunidenc Odis Alfred Muennink.